# Svjatoslav Vsevolodovič
Svjatoslav Vsevolodovič (rusky Святослав III Всеволодович) (27. března 1196 – 3. února 1252, Jurjev-Polskij) byl kníže novogorodský (1200–1205, 1207–1210), jurjevský (1214–1228) a velkokníže vladimirsko-suzdalský (1246–1248).
Narodil se jako šestý syn Vsevoloda III. Velkého hnízda a Marie Švarnovny. Roku 1246 získal město Jurjev-Polskij, kde mezi lety 1230–1234 nechal vybudovat katedrálu sv. Jiří. V roce 1220 vyplenil město Aşlı ve Volžském Bulharsku. Zúčastnil se také bojů proti Litevcům.
Roku 1246 se po svém bratrovi Jaroslavu II. Vsevolodovičovi stal vladimirským velkoknížetem. Svjatoslavova vláda ve Vladimíru byla krátká a bez komplikací. V roce 1248 se Jaroslavův syn Michail Chorobrit z Moskvy, navzdory staletému nástupnickému systému fungujícího podle principu seniorátu, zmocnil Vladimiru a vyhnal Svjatoslava zpět do Jurjevu. O dva roky později Svjatoslav se svým synem Dmitrijem Svjatoslavičem navštívil mongolského chána takzvané Zlaté hordy, Bátúa, aby orodoval za svůj návrat na velkoknížecí stolec, avšak do Vladimiru se již nikdy nevrátil. Zemřel 3. února 1252 a byl pohřben v Jurjevu.